# Euphorbia variabilis
Euphorbia variabilis är en törelväxtart som beskrevs av Vincenzo de Cesati. Euphorbia variabilis ingår i släktet törlar, och familjen törelväxter.

## Underarter
Arten delas in i följande underarter:
- E. v. valliniana
- E. v. variabilis